# Пайпер Лори
Па́йпер Ло́ри (англ. Piper Laurie, настоящее имя Розетта Джейкобс (англ. Rosetta Jacobs); 22 января 1932, Детройт, Мичиган — 14 октября 2023, Лос-Анджелес, Калифорния) — американская актриса с карьерой, включающей в себя более чем сто художественных, телевизионных фильмов и театральных постановок. Трижды номинантка на премию «Оскар»: за фильм «Мошенник» (1961) с участием Пола Ньюмана (в номинации «Лучшая актриса»), а также за фильмы «Кэрри» (1976) Брайана де Пальмы и «Дети меньшего бога» (1986) Рэнды Хейнс (в номинации «Лучшая актриса второго плана»). Её роль Кэтрин Мартелл в телесериале Дэвида Линча «Твин Пикс» принесла ей премию «Золотой глобус». Кроме того, Лори является обладательницей телевизионной премии «Эмми».
Из более поздних фильмов актрисы стоит отметить «Факультет» Роберта Родригеса, а также драму 2006 года «Мёртвая девушка», где Пайпер Лори сыграла властную мать героини Тони Коллетт, довлеющую над своей дочерью.
Её родители — торговец мебелью Альфред Джейкобс (1904—1996) и Шарлотта Сэйди Альперин (1905—1975) — происходили из семей еврейских иммигрантов из России.
Пайпер Лори умерла в Лос-Анджелесе 14 октября 2023 года в возрасте 91 года.

## Избранная фильмография
| Год       |     | Русское название                      | Оригинальное название      | Роль                               |
| --------- | --- | ------------------------------------- | -------------------------- | ---------------------------------- |
| 1952      | ф   | Кто-нибудь видел мою девчонку? (1952) | Has Anybody Seen My Gal?   | Миллисент Блэйзделл                |
| 1953      | ф   | Игрок из Миссисипи                    | The Mississippi Gambler    | Анжелик «Лиа» Дюро                 |
| 1955      | ф   | Дымовой сигнал                        | Smoke Signal               | Лора Эванс                         |
| 1961      | ф   | Мошенник                              | The Hustler                | Сара Пакард                        |
| 1976      | ф   | Кэрри                                 | Carrie                     | Маргарет Уайт                      |
| 1979      | ф   | Тим                                   | The Tim                    | Мэри Хортон                        |
| 1983      | мтф | Поющие в терновнике                   | The Thorn Birds            | Энн Мюллер                         |
| 1985      | ф   | Возвращение в страну Оз               | Return to Oz               | тётя Эм                            |
| 1986      | ф   | Дети меньшего бога                    | Children of a Lesser God   | миссис Норман                      |
| 1987      | ф   | Искажения                             | Distortions                | Марго Колдуэлл                     |
| 1988      | ф   | Свидание со смертью                   | Appointment with Death     | миссис Бойнтон                     |
| 1989      | ф   | Задумай маленькую мечту               | Dream A Little Dream       | Джина Эттингер                     |
| 1990—1991 | с   | Твин Пикс                             | Twin Peaks                 | Кэтрин Мартелл / «мистер Тохамура» |
| 1991      | ф   | Чужие деньги                          | Other People’s Money       | Би Салливан                        |
| 1993      | ф   | Я боролся с Эрнестом Хемингуэем       | Wrestling Ernest Hemingway | Джорджия                           |
| 1993      | ф   | Травма                                | Trauma                     | Адриана Петреску                   |
| 1995      | тф  | Смертельная ночная тень               | Fighting for My Daughter   | Эдна Бартон                        |
| 1995      | ф   | Луговая арфа                          | The Grass Harp             | Долли Тэлбо                        |
| 1997      | тф  | Острота ощущений                      | Intensity                  | Мириам Брейнард                    |
| 1998      | ф   | Факультет                             | The Faculty                | миссис Карен Олсон                 |
| 2004      | с   | Мёртвые, как я                        | Dead Like Me               | Нина Ромми                         |
| 2006      | с   | Детектив Раш                          | Cold Case                  | Роуз в 2005 году                   |
| 2006      | ф   | Мёртвая девушка                       | The Dead Girl              | мать Ардена                        |
| 2007      | ф   | Затравленная                          | Hounddog                   | бабушка                            |
| 2010      | ф   | Хэшер                                 | Hesher                     | Мэдлин Форни                       |